# Leichtathletik-Weltmeisterschaften 1983/4 × 100 m der Frauen

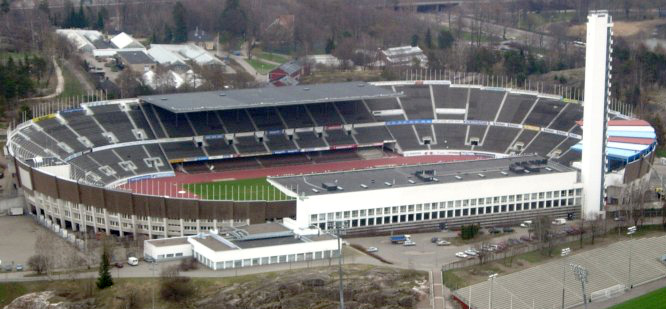
Das Olympiastadion in Helsinki

Die 4-mal-100-Meter-Staffel der Frauen bei den Leichtathletik-Weltmeisterschaften 1983 fand am 10. August 1983 in Helsinki, Finnland, statt.
15 Staffeln nahmen mit 60 Läuferinnen an dem Wettbewerb teil. Es gab während der beiden Runden des Wettbewerbs keine Besetzungsänderungen. Die Goldmedaille gewann die Staffel der Deutschen Demokratischen Republik nach 41,76 s in der Besetzung Silke Möller, Marita Koch, Ingrid Auerswald und Marlies Göhr.
Silber ging in 42,71 s an das Vereinigte Königreich mit Joan Baptiste, Kathy Cook, Beverley Callender und Shirley Thomas.
Die Bronzemedaille sicherte sich Jamaika (Leleith Hodges, Jacqueline Pusey, Juliet Cuthbert, Merlene Ottey) in 42,73 s.

## Rekorde
Vor dem Wettbewerb galten folgende Rekorde:
| Weltrekord | DDR (Silke Gladisch, Marlies Göhr Marita Koch, Ingrid Auerswald)            | 41,53 s                                                                     | Ost-Berlin, DDR                                                             | 31. Juli 1983                                                               |
| WM-Rekord  | Es gab noch keine WM-Rekorde, die Veranstaltung wurde erstmals ausgetragen. | Es gab noch keine WM-Rekorde, die Veranstaltung wurde erstmals ausgetragen. | Es gab noch keine WM-Rekorde, die Veranstaltung wurde erstmals ausgetragen. | Es gab noch keine WM-Rekorde, die Veranstaltung wurde erstmals ausgetragen. |

Der WM-Rekord wurde nach und nach auf zuletzt 41,76 s gesteigert. Mit dieser Zeit stellte die Weltmeisterstaffel der DDR im Finale am 10. August 1983 in der Besetzung Silke Möller, Marita Koch, Ingrid Auerswald und Marlies Göhr den nun für mindestens vier Jahre gültigen Weltmeisterschaftsrekord auf.

## Vorläufe
10. August 1983
Aus den zwei Vorläufen qualifizierten sich die jeweils drei Ersten jedes Laufes – hellblau unterlegt – und zusätzlich die zwei Zeitschnellsten – hellgrün unterlegt – für das Finale.

### Lauf 1
| Platz | Land                   | Athletinnen                                                              | Zeit (s) |
| ----- | ---------------------- | ------------------------------------------------------------------------ | -------- |
| 1     | Vereinigtes Königreich | Joan Baptiste Kathy Cook Beverley Callender Shirley Thomas               | 43,06 CR |
| 2     | Bulgarien              | Ginka Sagortschewa Anelija Nunewa Nadeschda Georgiewa Pepa Pawlowa       | 43,19    |
| 3     | Sowjetunion            | Ljudmila Kondratjewa Jelena Winogradowa Irina Olchownikowa Olga Antonowa | 43,51    |
| 4     | Tschechoslowakei       | Jarmila Strejčková Štěpánka Sokolová Radislava Šoborová Eva Murková      | 43,89    |
| 5     | BR Deutschland         | Monika Hirsch Elke Vollmer Michaela Schabinger Ute Thimm                 | 44,21    |
| 6     | Italien                | Carla Mercurio Erica Rossi Daniela Ferrian Marisa Masullo                | 44,46    |
| 7     | Finnland               | Sisko Markkanen Helinä Marjamaa Margaretta Honkaharju Riitta Ketonen     | 44,77    |
| 8     | Dänemark               | Britt Hansen Helle Theil Lisbet Nissen-Petersen Dorthe Rasmussen         | 45,04    |

### Lauf 2
| Platz | Land                            | Athletinnen                                                                 | Zeit (s) |
| ----- | ------------------------------- | --------------------------------------------------------------------------- | -------- |
| 1     | Deutsche Demokratische Republik | Silke Gladisch Marita Koch Ingrid Auerswald Marlies Göhr                    | 42,59 CR |
| 2     | Jamaika                         | Leleith Hodges Jacqueline Pusey Juliet Cuthbert Merlene Ottey               | 43,10    |
| 3     | Frankreich                      | Marie-France Loval Marie-Christine Cazier Rose-Aimée Bacoul Liliane Gaschet | 43,52    |
| 4     | Kanada                          | Angela Bailey Marita Payne Tanya Brothers Molly Killingbeck                 | 44,19    |
| 5     | Vereinigte Staaten              | Alice Brown Diane Williams Chandra Cheeseborough Randy Givens               | 44,20    |
| 6     | Bahamas                         | Shonel Ferguson Pauline Davis Whlema Colebrooke Oralee Fowler               | 44,76    |
| 7     | Ghana                           | Grace Armah Mercy Addy Elizabeth Wilson Mary Mensah                         | 47,51    |

## Finale
10. August 1983
| Platz | Land                            | Athletinnen                                                                 | Zeit (s) |
| ----- | ------------------------------- | --------------------------------------------------------------------------- | -------- |
|       | Deutsche Demokratische Republik | Silke Gladisch Marita Koch Ingrid Auerswald Marlies Göhr                    | 41,76 CR |
|       | Vereinigtes Königreich          | Joan Baptiste Kathy Cook Beverley Callender Shirley Thomas                  | 42,71    |
|       | Jamaika                         | Leleith Hodges Jacqueline Pusey Juliet Cuthbert Merlene Ottey               | 42,73    |
| 4     | Bulgarien                       | Ginka Sagortschewa Anelija Nunewa Nadeschda Georgiewa Pepa Pawlowa          | 42,93    |
| 5     | Kanada                          | Angela Bailey Marita Payne Tanya Brothers Molly Killingbeck                 | 43,05    |
| 6     | Sowjetunion                     | Ljudmila Kondratjewa Jelena Winogradowa Irina Olchownikowa Olga Antonowa    | 43,22    |
| 7     | Frankreich                      | Marie-France Loval Marie-Christine Cazier Rose-Aimée Bacoul Liliane Gaschet | 43,40    |
| 8     | Tschechoslowakei                | Jarmila Strejčková Štěpánka Sokolová Radislava Šoborová Eva Murková         | 43,78    |

## Video
- 1983 World Champs 4x100m Relay Final women auf youtube.com, abgerufen am 13. April 2020